# Cratere Sholmo (Rea)
Sholmo è un cratere sulla superficie di Rea.